# Таверна Орнета (Авелино)
Таверна Орнета је насеље у Италији у округу Авелино, региону Кампанија.
Према процени из 2011. у насељу је живело 43 становника. Насеље се налази на надморској висини од 599 м.